# 蘇友謙
蘇友謙（2000年4月25日－），臺灣男性網拍經營者，自創K歌麥克風品牌。2022年改名為蘇安繼。
2016年，國稅局追查網購平台逃漏稅，意外發現年僅15歲少年經營的網拍年營收破千萬，因此被追補稅加罰款共75萬元，登上新聞版面，15歲年營收破千萬的故事一炮而紅，獲網友封為「經營之神」。
2022年改名為蘇安繼。

## 新聞來源
1. ↑  . 中視新聞. 2016-05-06.
2. ↑  . 華視新聞. 2016-05-07  [2018-10-22]. （原始内容存档于2016-07-31）.
3. ↑  . 東森新聞. 2016-05-08  [2018-10-22]. （原始内容存档于2019-04-10）.
4. ↑  . 三立新聞. 2016-05-25.

## 外部連結
- 蘇友謙(麥克風少年)的Facebook專頁
- Yes buy it 購物網  （页面存档备份，存于）
- Yes buy it 粉絲專頁